# Fares Fares
Fares Fares (Beirut, 29 aprile 1973) è un attore libanese naturalizzato svedese.

## Biografia
Fratello del regista Josef Fares, anch'egli nato a Beirut e naturalizzato svedese, è figlio di Jan Fares, attore a sua volta naturalizzato svedese. I tre si trasferirono in Svezia nel 1987, quando Fares Fares aveva 14 anni, per sfuggire dalla guerra civile libanese.
Al cinema è noto soprattutto per due ruoli che ebbe nel 2012 (dopo aver passato 12 anni a fare teatro e film in Svezia), anno del suo esordio nel cinema internazionale: ottenne infatti il ruolo di Vargas in Safe House - Nessuno è al sicuro (pellicola che segnò il debutto di Fares a Hollywood, con Denzel Washington e Ryan Reynolds nel cast) e recitò anche nel film vincitore dell'Oscar Zero Dark Thirty (film sull'operazione militare finalizzata a uccidere il terrorista saudita Osama Bin Laden), interpretando il ruolo di Hakim, agente della CIA. Dal 2013 al 2018 prende parte ad una trilogia di film composta da Carl Mørck - 87 minuti per non morire, The Absent One - Battuta di caccia e Paziente 64 - Il giallo dell'isola dimenticata.
Fares Fares è conosciuto anche per avere interpretato il ruolo di Alexei Andreyev in Child 44. Fares ha preso parte ad alcuni film del fratello Josef, ed è anche stato un attore di teatro. A livello di serie televisive è apparso in singoli episodi di serie come Westworld - Dove tutto è concesso, Deep State e Chernobyl.

## Filmografia

### Attore

#### Cinema
- Före stormen, regia di Reza Parsa (2000)
- Jalla! Jalla!, regia di Josef Fares (2000)
- Leva Livet, regia di Mikael Håfström (2001)
- Kops, regia di Josef Fares (2003)
- Dag Och Natt, regia di Simon Staho (2004)
- Chlorox, Ammonium and Coffee, regia di Mona Hoel (2004)
- Il fachiro di Bilbao, regia di Peter Flinth (2004)
- Bang Bang Orangutang, regia di Simon Staho (2005)
- Kill Your Darlings, regia di Björne Larson (2006)
- 7 miljonärer, regia di Michael Hjorth (2006)
- For a Moment, Freedom, regia di Arash Riahi (2008)
- Metropia, regia di Tarik Saleh (2009)
- Snabba Cash, regia di Daniel Espinosa (2010)
- Safe House - Nessuno è al sicuro, regia di Daniel Espinosa (2012)
- Snabba Cash II, regia di Babak Najafi (2012)
- Zero Dark Thirty, regia di Kathryn Bigelow (2012)
- Carl Mørck - 87 minuti per non morire, regia di Mikkel Nørgaard (2013)
- The Absent One - Battuta di caccia, regia di Mikkel Nørgaard (2014)
- Child 44 - Il bambino n. 44, regia di Daniel Espinosa (2015)
- La comune (Kollektivet), regia di Thomas Vinterberg (2016)
- Conspiracy of Faith - Il messaggio nella bottiglia, regia di Hans Petter Moland (2016)
- Rogue One: A Star Wars Story, regia di Gareth Edwards (2016)
- Omicidio al Cairo (The Nile Hilton Incident), regia di Tarik Saleh (2017)
- Paziente 64 - Il giallo dell'isola dimenticata (Journal 64), regia di Christoffer Boe (2018)
- The Contractor, regia di Tarik Saleh (2022)
- La cospirazione del Cairo (Boy from Heaven), regia di Tarik Saleh (2022)
- Un giorno e mezzo (En dag och en halv), regia di Fares Fares (2023)
- Eagles of the Republic, regia di Tarik Saleh (2025)

#### Televisione
- Leende guldbruna ögon – miniserie TV, 3 puntate (2007)
- Maria Wern – serie TV, 4 episodi (2008)
- Tyrant – serie TV, 19 episodi (2014-2016)
- Westworld - Dove tutto è concesso (Westworld) – serie TV, 5 episodi (2018)
- Deep State – serie TV, episodio 1x01 (2018)
- Chernobyl, regia di Johan Renck – miniserie TV, puntata 4 (2019)
- Partisan – serie TV, 5 episodi (2020)
- La Ruota del Tempo (The Wheel of Time) – serie TV, 10 episodi (2021-2025)
- The Decameron, regia di Michael Uppendahl, Andrew DeYoung e Anya Adams – miniserie TV, puntate 4-5 (2024)

### Doppiatore

#### Videogiochi
- A Way Out (2018)
- It Takes Two (2021)
- Split Fiction (2025)

### Regista
- Un giorno e mezzo (En dag och en halv) (2023)

## Doppiatori italiani
Nelle versioni in italiano delle opere in cui ha recitato, Fares Fares è stato doppiato da:
- Alberto Bognanni in The Absent One - Battuta di caccia, Conspiracy of Faith - Il messaggio nella bottiglia, Omicidio al Cairo, Paziente 64 - Il giallo dell'isola dimenticata, La cospirazione del Cairo
- Alessandro Quarta in Child 44 - Il bambino numero 44, The Contractor
- Antonio Palumbo in Rogue One: A Star Wars Story, Deep State
- Dario Oppido ne La Ruota del Tempo, The Decameron
- Massimiliano Plinio in Carl Mørck - 87 minuti per non morire
- Massimiliano Virgilii in Safe House - Nessuno è al sicuro
- Fabrizio Vidale in Zero Dark Thirty
- Hossein Taheri ne La comune
- Alessandro Budroni in Westworld - Dove tutto è concesso
- Roberto Draghetti in Chernobyl
- Carlo Petruccetti ne Un giorno e mezzo

Da doppiatore è stato sostituito da:
- Luca Sandri in Split Fiction